# SIGPLAN
SIGPLAN é um Grupo de Interesse Especial (Special Interest Group) em linguagens de programação da Association for Computing Machinery.

## Conferências
- Principles of Programming Languages (POPL)
- Programming Language Design and Implementation (PLDI)
- International Symposium on Memory Management (ISMM)
- Languages, Compilers, and Tools for Embedded Systems (LCTES)
- Symposium on Principles and Practice of Parallel Programming (PPoPP)
- International Conference on Functional Programming (ICFP)
- Object-Oriented Programming, Systems, Languages, and Applications (OOPSLA)
- History of Programming Languages (HOPL)
- Dynamic Languages Symposium (DLS)

## Newsletters
- SIGPLAN Notices - ISSN 1558-1160 ISSN 0362-1340
- Fortran Forum - ISSN 1061-7264 ISSN 1931-1311
- Lisp Pointers (final issue 1995) - ISSN 1045-3563
- OOPS Messenger (1990-1996) - ISSN 1558-0253 ISSN 1055-6400

## Prêmios
Programming Languages Achievement Award:
- 1997: Guy Steele
- 1998: Fran Allen
- 1999: Ken Kennedy
- 2000: Susan Graham
- 2001: Robin Milner
- 2002: John McCarthy
- 2003: John C. Reynolds
- 2004: John Backus
- 2005: Erich Gamma, Richard Helm, Ralph Johnson, John Vlissides
- 2006: Ron Cytron, Jeanne Ferrante, Barry K. Rosen, Mark Wegman, and Kenneth Zadeck
- 2007: Niklaus Wirth
- 2008: Barbara Liskov
- 2009: Rod Burstall
- 2010: Chris Lattner

SIGPLAN Doctoral Dissertation Award:
- 2001: Rastislav Bodik
- 2002: Michael Hicks
- 2003: Godmar Back
- 2005: Sumit Gulwani
- 2006: Xiangyu Zhang
- 2007: Swarat Chaudhuri
- 2008: Michael Bond and Viktor Vafeiadis
- 2009: Akash Lai and William Thies

SIGPLAN Distinguished Service Award:
- 1996: Dick Wexelblat e John Richards
- 1997: Jan Lee and Jean E. Sammet
- 1998: Brent Hailpern
- 1999: Loren Meissner
- 2000: David Wise
- 2001: Barbara Ryder
- 2002: Andrew Appel
- 2003: Mary Lou Soffa
- 2004: Ron Cytron
- 2005: no award made
- 2006: Hans Boehm
- 2007: Linda M. Northrop
- 2008: Michael Burke
- 2009: Mamdouh Ibrahim
- 2010: Jack W. Davidson

Most Influential PLDI Paper Award:
- 2010 (por 2000): Dynamo: A Transparent Dynamic Optimization System, Vasanth Bala, Evelyn Duesterwald, Sanjeev Banerji
- 2009 (for 1999): A Fast Fourier Transform Compiler, Matteo Frigo
- 2008 (for 1998): The implementation of the Cilk-5 multithreaded language, Matteo Frigo, Charles E. Leiserson, Keith H. Randall
- 2007 (for 1997): Exploiting hardware performance counters with flow and context sensitive profiling, Glenn Ammons, Thomas Ball, e James R. Larus
- 2006 (for 1996): TIL: A Type-Directed Optimizing Compiler for ML, David Tarditi, Greg Morrisett, Perry Cheng, Christopher Stone, Robert Harper, e Peter Lee
- 2005 (for 1995): Selective Specialization for Object-Oriented Languages, Jeffrey Dean, Craig Chambers, e David Grove
- 2004 (for 1994): ATOM: a system for building customized program analysis tools, Amitabh Srivastava e Alan Eustace
- 2003 (for 1993): Space Efficient Conservative Garbage Collection, Hans Boehm
- 2002 (for 1992): Lazy Code Motion, Jens Knoop, Oliver Rüthing, Bernhard Steffen
- 2001 (for 1991): A data locality optimizing algorithm, Michael E. Wolf e Monica S. Lam
- 2000 (for 1990): Profile guided code positioning, Karl Pettis e Robert C. Hansen

Most Influential POPL Paper Award:
- 2010 (for 2000): Anytime, Anywhere: Modal Logics for Mobile Ambients, Luca Cardelli e Andrew D. Gordon
- 2009 (for 1999): JFlow: Practical Mostly-Static Information Flow Control, Andrew C. Myers
- 2008 (for 1998): From System F to Typed Assembly Language, Greg Morrisett, David Walker, Karl Crary, e Neal Glew
- 2007 (for 1997): Proof-carrying Code, George Necula
- 2006 (for 1996): Points-to Analysis in Almost Linear Time,  Bjarne Steensgaard
- 2005 (for 1995): A Language with Distributed Scope, Luca Cardelli
- 2004 (for 1994): Implementation of the Typed Call-by-Value lambda-calculus using a Stack of Regions, Mads Tofte e Jean-Pierre Talpin
- 2003 (for 1993): Imperative functional programming, Simon Peyton Jones e Philip Wadler

Most Influential OOPSLA Paper Award:
- 2009 (for 1999): Implementing Jalapeño in Java, Bowen Alpern, C. R. Attanasio, John J. Barton, Anthony Cocchi, Susan Flynn Hummel, Derek Lieber, Ton Ngo, Mark Mergen, Janice C. Shepherd, e Stephen Smith
- 2008 (for 1998): Ownership Types for Flexible Alias Protection, David G. Clarke, John M. Potter, e James Noble
- 2007 (for 1997): Call Graph Construction in Object-Oriented Languages, David Grove, Greg DeFouw, Jeffrey Dean, e Craig Chambers
- 2006 (for 1986-1996):
  - Subject Oriented Programming: A Critique of Pure Objects, William Harrison e Harold Ossher
  - Concepts and Experiments in Computational Reflection, Pattie Maes
  - Self: The Power of Simplicity, David Ungar e Randall B. Smith

Most Influential ICFP Paper Award:
- 2009 (for 1999): Haskell and XML: Generic combinators or type-based translation?, Malcolm Wallace e Colin Runciman
- 2008 (for 1998): Cayenne — a language with dependent types, Lennart Augustsson
- 2007 (for 1997): Functional Reactive Animation, Conal Elliott e Paul Hudak
- 2006 (for 1996): Optimality and inefficiency: what isn't a cost model of the lambda calculus?, Julia L. Lawall e Harry G. Mairson